# Concerto số 21 dành cho dương cầm (Mozart)
Bản Concerto số 21 cung Đô trưởng dành cho dương cầm (K. 467) đã được hoàn thành vào ngày 9 tháng 3 năm 1785 bởi Wolfgang Amadeus Mozart, 4 tuần sau khi hoàn thành bản concerto K. 466.

## Những nghệ sĩ nổi tiếng biểu diễn
Bản nhạc này đã được ghi âm hay biểu diễn bởi rất nhiều những nghệ sĩ piano nổi tiếng như Géza Anda, Piotr Anderszewski, Vladimir Ashkenazy, Daniel Barenboim, Malcolm Bilson, Richard Clayderman, Alfred Brendel, Robert Casadesus, Ivan Drenikov, Annie Fischer, Walter Gieseking, Friedrich Gulda, Stephen Hough, Keith Jarrett, Wilhelm Kempff, Walter Klien, Alicia de Larrocha, Giorgi Latsabidze, Rosina Lhevinne, Dinu Lipatti, Radu Lupu, Murray Perahia, Maria João Pires, Maurizio Pollini, Arthur Rubinstein, Fazil Say, András Schiff, Artur Schnabel, Rudolf Serkin, Howard Shelley, Uchida Mitsuko, Christian Zacharias, v.v.

## Sức ảnh hưởng
Phần thứ hai của bản nhạc được lấy làm nhạc nền cho bộ phim Elvira Madigan của Thụy Điển năm 1967. Điều này đã dẫn đến một biệt danh của bộ phim với bản concerto. Năm 1972, bài hát
"Song Sung Blue" của Neil Diamond được dựa trên bản concerto. Giai điệu nhanh của phần một bản concerto cũng đã
được sử dụng như là nhạc nền của bộ phim truyền hình "Whiz Kids".